# 內閣辦公廳首席捕鼠官
内阁办公厅首席捕鼠官（英語：Chief Mouser to the Cabinet Office）是英国首相任命，常驻在唐寧街10號的猫的官方头衔。虽然现代记录只能追溯到20世纪20年代，但自16世纪以来，英国政府就一直雇佣猫作为常驻捕鼠官兼宠物。尽管其他猫也曾在唐宁街任職，但英国政府首次正式授予首席捕鼠官头衔是在2011年，被授予猫为拉里（英語：Larry），并且他一直在任至今。其他猫通常由英国媒体亲切冠以此头衔。

## 历史
有证据表明，早在亨利八世统治时期，英格兰政府中便已有猫居住，当时红衣主教托馬斯·沃爾西在担任大法官期间，曾将他的猫带在身边。然而，作为《2000年信息自由法案》的一部分，2005年1月4日公布的官方记录只能追溯到1929年6月3日，当时财政部的A·E·班纳姆授权管家“每天从零用金中拿出1便士用来抚养一只高效的猫”。1932年4月，养猫的每周支出增加到1先令6便士。到了21世纪，捕鼠官的每年花费涨至100英镑。首席捕鼠官不一定属于在任首相，而且捕鼠官任期很少与首相任期重合。已知在唐宁街任职时间最长的猫是彼得三世，牠曾服務五位首相：艾德禮、丘吉爾、安東尼·伊登、哈羅德·麥美倫及何謨。
自2011年以来，首席捕鼠官一直由拉里担任，它是首位经正式授予这一头衔的猫。前任捕鼠官西比尔于2009年1月离职，西比尔于2007年9月11日上任，在其前任捕鼠官汉弗莱于1997年退休后，首席捕鼠官一職已空缺了十年。西比尔的主人是时任财政大臣阿利斯泰尔·达林，达林当时住在唐宁街10号，而时任首相戈登·布朗则居住于更大的唐寧街11號。据报道，西比尔退休后并没有留在伦敦，而是返回了苏格兰与达林朋友一起生活。2009年7月27日，西比尔离世。
2011年1月，有老鼠出现在唐宁街，据獨立電視新聞报道，“在电视报道中，老鼠又一次窜过唐宁街10号的台阶”。当时没有捕鼠官在任，首相发言人称“没有计划”找一只猫来解决这个问题。然而第二天报纸报道称，该发言人曾表示唐宁街内部有“亲猫派”，人们猜测可能真的会引入一只猫来解决此问题。2011年2月14日，报道称一只名叫“拉里”的猫已入驻唐宁街。据《伦敦旗帜晚报》报道，拉里由戴维·卡梅伦和家人于巴特西猫狗之家选中。
首席捕鼠官一职可空缺并曾經空缺了很长一段时间，這一職位過去曾由多隻貓擔任，也有貓以逐漸淡出的方式離職。拉里是唐宁街10号官方网站上唯一列出的首席捕鼠官。2014年11月，乔治·奥斯本的猫弗蕾亚调离唐宁街，拉里成为唯一捕鼠官。

## 研究
2004年，曼彻斯特大学政治学家罗伯特·福特（Robert Ford）报告了YouGov关于党派对唐宁街猫咪态度的调查。参与调查者看到了由玛格丽特·撒切尔任命的首席捕鼠官汉弗莱的照片，并被告知汉弗莱属于撒切尔夫人或托尼·布莱尔。调查发现人们对猫的亲和力按党派划分：保守党选民在得知这只猫属于撒切尔夫人的时候更喜欢这只猫，而工党选民在得知这只猫属于布莱尔的时候更喜欢这只猫。福特得出结论称，无论政治家所做的事情多么微不足道，党性都决定了对其所做事情的态度，这一结论类似于心理学家观察到的晕轮效应（以及逆“叉尾效应”）。

## 列表

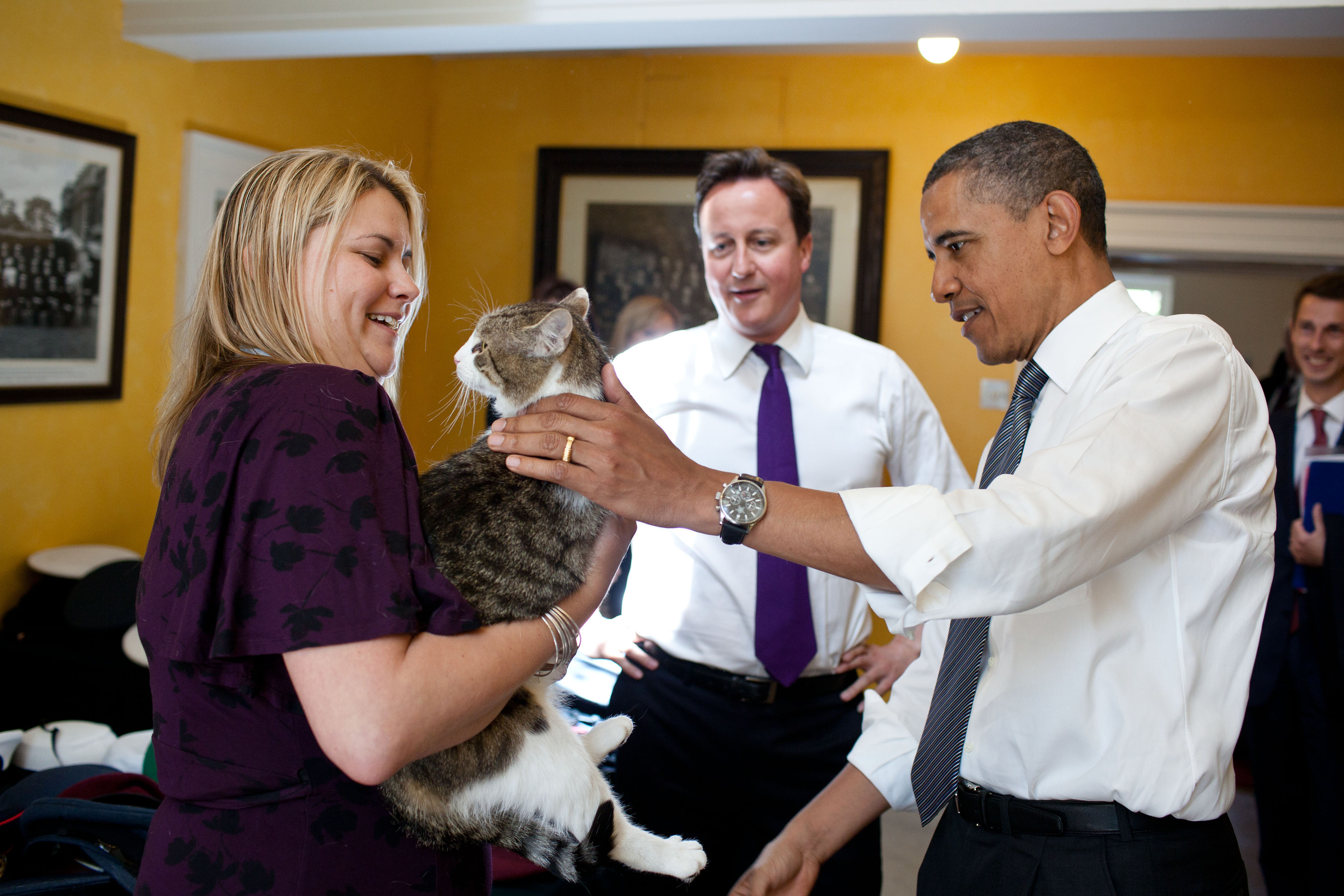
2011年，拉里与時任英国首相戴维·卡梅伦會見美利堅合眾國第44任總統，贝拉克·奥巴马。

| 名字                              | 上任         | 离任     | 首相                                                                             | 参考                 |
| --------------------------------- | ------------ | -------- | -------------------------------------------------------------------------------- | -------------------- |
| 英格兰的鲁弗斯 （俗称“财政比尔”） | 1924年       | 约1930年 | 拉姆齊·麥克唐納                                                                  | [ 24 ]               |
| 彼得                              | 1929年       | 1946年   | 斯坦利·鲍德温，拉姆齊·麥克唐納，張伯倫，邱吉爾，艾德禮                           | [ 4 ] [ 8 ]          |
| 慕尼黑捕鼠官                      | 1937年－40年 | 1943年   | 内维尔·张伯伦，温斯顿·丘吉尔                                                     | [ 25 ] [ 26 ]        |
| 尼尔森                            | 1940年代     | 1940年代 | 温斯顿·丘吉尔                                                                    | [ 26 ] [ 27 ]        |
| 彼得二世                          | 1946年       | 1947年   | 克莱门特·艾德礼                                                                  | [ 4 ]                |
| 彼得三世                          | 1947年       | 1964年   | 克莱门特·艾德礼，温斯顿·丘吉尔，安東尼·艾登，哈羅德·麥美倫，亞歷克·道格拉斯-休姆 | [ 4 ]                |
| 佩塔                              | 1964年       | 约1976年 | 亚历克·道格拉斯-休姆，哈羅德·威爾遜，爱德华·希思                                 | [ 4 ]                |
| 威尔伯福斯                        | 1973年       | 1986年   | 哈罗德·威尔逊，爱德华·希思，詹姆斯·卡拉漢，玛格丽特·撒切尔                       | [ 9 ] [ 10 ]         |
| 汉弗莱                            | 1989年       | 1997年   | 玛格丽特·撒切尔，约翰·梅杰，托尼·布莱尔                                          | [ 28 ]               |
| 西比尔                            | 2007年       | 2009年   | 戈登·布朗                                                                        | [ 14 ] [ 15 ] [ 29 ] |
| 弗蕾亞                            | 2012年       | 2014年   | 戴维·卡梅伦                                                                      | [ 20 ]               |
| 拉里                              | 2011年       | 现任     | 大衛·卡麥隆，文翠珊，鲍里斯·约翰逊 ，麗茲·特拉斯，里希·蘇納克，施紀賢            | [ 30 ]               |

## 延伸阅读
- Brawn, David. . HarperCollins. December 1995. ISBN 0-00-471000-2.
- Roberts, Patrick. . Purr 'n' Fur.   [2015-01-18]. （原始内容存档于2017-06-23）.
- Roberts, Patrick. . Purr 'n' Fur.   [2015-01-18]. （原始内容存档于2020-12-03）.